# Gustav Herglotz

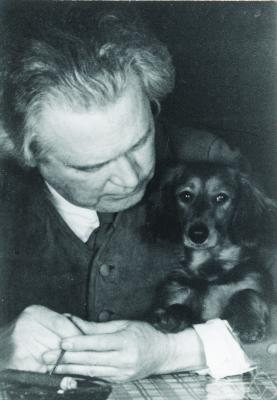
Gustav Herglotz (und Steffi)

Gustav Ferdinand Maria Herglotz (* 2. Februar 1881 in Wallern, Böhmerwald; † 22. März 1953 in Göttingen) war ein deutscher Mathematiker.

## Leben
Herglotz studierte ab 1899 an der Universität Wien Mathematik und Astronomie, wo er auch seine Jugend verbrachte, und hörte u. a. Vorlesungen bei Ludwig Boltzmann. Während seiner Studienzeit schloss er eine enge Freundschaft mit seinen Kommilitonen Paul Ehrenfest, Hans Hahn und Heinrich Tietze. 1900 ging er nach München und promovierte dort 1902 bei Hugo von Seeliger in Astronomie (mit einer Arbeit, die theoretisch die starken Helligkeitsschwankungen des neu entdeckten Planetoiden Eros erklären sollte, welche nach Herglotz aus seiner länglichen Gestalt folgten). Danach ging er 1902 nach Göttingen, wo er sich 1904 bei Felix Klein habilitierte. 1904 wurde er dort Privatdozent für Astronomie und Mathematik und 1907 außerordentlicher Professor. In seiner Göttinger Zeit begann er sich auch für die Theorie der Erdbeben zu interessieren, und in Zusammenarbeit mit Emil Wiechert, der damals Göttingen zu einem Zentrum der Erdbebenforschung ausbaute, entwickelte er die Wiechert-Herglotz-Methode zur Bestimmung der Geschwindigkeitsverteilung im Erdinnern aus den bekannten Laufzeiten von Erdbebenwellen (also ein inverses Problem). Herglotz löste dabei eine spezielle Integralgleichung (vom Abel-Typus). 1908 wurde er außerordentlicher Professor in Wien, ging aber schon 1909 als ordentlicher Professor nach Leipzig. Dort wurde er 1914 als ordentliches Mitglied in die Sächsische Akademie der Wissenschaften aufgenommen. 1925 bis zu seiner Emeritierung 1947 war er wieder in Göttingen, als Nachfolger von Carl Runge auf dem Lehrstuhl für angewandte Mathematik. 1925 wurde er zum korrespondierenden und 1927 zum ordentlichen Mitglied der Göttinger Akademie der Wissenschaften gewählt.
Herglotz leistete Beiträge auf vielen Gebieten der angewandten und reinen Mathematik. Bekannt ist der Satz von Herglotz aus der Differentialgeometrie: Auf jeder Eifläche (geschlossene konvexe Fläche) des dreidimensionalen reellen Raums gibt es mindestens drei geschlossene geodätische Linien. In der angewandten Mathematik befasste er sich neben Himmelsmechanik u. a. mit den Anfang des 20. Jahrhunderts aktuellen Themen Elektronentheorie, der Speziellen Relativitätstheorie (1910), wobei er eine relativistische Elastizitätstheorie entwickelte, der Allgemeinen Relativitätstheorie sowie mit Hydrodynamik und Beugungstheorie. In der Analysis leistete er u. a. Beiträge zur Theorie der Differentialgleichungen und zur Potentialtheorie. Selbst zur Zahlentheorie leistete er Beiträge (Theorie der Dirichletreihen 1905). In der Analysis stammt von ihm ein einfacher Beweis der von Leonhard Euler gefundenen Partialbruchentwicklung der Kotangens-Funktion (Herglotz-Trick).
1915 erhielt er den Richard-Lieben-Preis.
Zu seinen Schülern zählte Emil Artin, der bei ihm in Leipzig 1921 promovierte.
Sein Nachlass wird vom Zentralarchiv deutscher Mathematiker-Nachlässe an der Niedersächsischen Staats- und Universitätsbibliothek Göttingen aufbewahrt.

## Beiträge zur Relativitätstheorie
- 1904[3] definierte er ein elektrodynamisches Potential, das auch in der speziellen Relativitätstheorie gültig ist. Hermann Minkowski (während einer Diskussion mit Arnold Sommerfeld) verwies darauf, dass die vierdimensionale Symmetrie der Elektrodynamik in dieser Arbeit latent enthalten und mathematisch verwertet wurde, noch bevor die SRT vorlag.[4]

- 1909[5] formulierte er (und unabhängig auch Fritz Noether) das Herglotz-Noether-Theorem für die Bewegung Born-starrer Körper in der SRT. Dabei zeigt er auch, dass die Lorentz-Transformationen den hyperbolischen Bewegungen (d. h. Isometrien des hyperbolischen Raumes) entsprechen, und klassifizierte die ein-parameter Lorentz-Transformationen in loxodromische, parabolische, elliptische, und hyperbolische Gruppen.

- 1911 formulierte er eine relativistische Elastizitätstheorie.[6] Dabei führte er die Lorentz-Transformation für beliebige Richtungen der Geschwindigkeit ein.[7]

- 1916[8] befasste er sich auch mit der allgemeinen Relativitätstheorie. Unabhängig von einer früheren Untersuchung durch Hendrik Lorentz (1916) zeigte er, wie der kontrahierte Riemann-Tensor und die Krümmungsinvariante geometrisch interpretiert werden können.[7]

## Werke (Auswahl und Online zugängliche Arbeiten)
- Gesammelte Schriften / Gustav Herglotz. Hrsg. im Auftr. d. Akad. d. Wiss. in Göttingen von Hans Schwerdtfeger. XL, 652 S., Vandenhoeck und Ruprecht, Göttingen 1979, ISBN 3-525-40720-3.
- Vorlesungen über die Mechanik der Kontinua / G. Herglotz. Ausarb. von R. B. Guenther u. H. Schwerdtfeger, Teubner-Archiv zur Mathematik ; Bd. 3, 251 S. : 1 Ill., graph. Darst. ; 22 cm, Teubner, Leipzig 1985.
- mit Issai Schur, Georg Pick, Rolf Nevanlinna, Hermann Weyl: Ausgewählte Arbeiten zu den Ursprüngen der Schur-Analysis. Herausgegeben und mit einem Nachwort versehen von B. Fritzsche und B. Kirstein. Teubner-Archiv zur Mathematik ; Bd. 16, 290 S. : Ill., graph. Darst. ; Fotomechanischer Nachdr., Teubner Stuttgart Leipzig 1991, ISBN 3-8154-2012-1. Darin Herglotz: Über Potenzreihen mit positivem reellem Teil im Einheitskreis, Ber. über d. Verh. d. königl. sächs. Gesellsch. d. Wissensch. 1911
- Über die analytische Fortsetzung des Potentials ins Innere der anziehenden Massen, Preisschriften der Fürstlichen Jablonowskischen Gesellschaft zu Leipzig, VII, 52 Seiten, mit 18 Fig. ; Teubner, Leipzig (1914).
- Zur Einsteinschen Gravitationstheorie, Ber. über d. Verh. d. königl. sächs. Gesellsch. d. Wissensch. zu Leipzig, S. 199–203 (1916).
- Über das quadratische Reziprozitätsgesetz in imaginären quadratischen Zahlkörpern, Ber. über d. Verh. d. königl. sächs. Gesellsch. d. Wissensch. zu Leipzig, S. 303–310 (1921).
- Über die Wurzeln trinomischer Gleichungen, Ber. über d. Verh. d. königl. sächs. Gesellsch. d. Wissensch. zu Leipzig, S. 3–8 (1922).
- Über die Bahnbestimmung der Kometen und Planeten, Enzyklopädie der mathem.Wissenschaften 1906
- Über die analytische Fortsetzung gewisser Dirichletreihen, Mathematische Annalen 1905
- Über die Berechnung retardierter Potentiale, Nachrichten Göttinger Akad.1904
- Zur Elektronentheorie, Nachrichten Göttinger Akad.1903
- Über die Integralgleichungen der Elektronentheorie, Mathem.Annalen 1908
- Über die Bestimmung eines Linienelements in Normalkoordinaten aus dem Riemannschen Krümmungstensor, Mathem.Annalen 1925
- Die Greensche Funktion der Wellengleichung für eine keilförmige Begrenzung, Mathem.Annalen 1951/2, zur klassischen Sommerfeld-Lösung der Beugung am Keil